# Tanytarsus trux
Tanytarsus trux är en tvåvingeart som beskrevs av Gilka och Paasivirta 2007. Tanytarsus trux ingår i släktet Tanytarsus och familjen fjädermyggor. Arten har ej påträffats i Sverige. Inga underarter finns listade i Catalogue of Life.